# 5150 (album)
5150 je sedmé studiové album americké rockové skupiny Van Halen. Jeho nahrávání probíhalo od listopadu 1985 do února 1986 v 5150 Studios v kalifornském Hollywoodu. Album vyšlo v březnu 1986 u vydavatelství Warner Bros. Records. Jde o první album skupiny se zpěvákem Sammy Hagarem.

## Seznam skladeb
Autory všech skladeb jsou Sammy Hagar, Eddie Van Halen, Alex Van Halen a Michael Anthony.
| Pořadí | Název                  | Délka |
| ------ | ---------------------- | ----- |
| 1.     | Good Enough            | 4:05  |
| 2.     | Why Can't This Be Love | 3:48  |
| 3.     | Get Up                 | 4:37  |
| 4.     | Dreams                 | 4:54  |
| 5.     | Summer Nights          | 5:06  |
| 6.     | Best of Both Worlds    | 4:49  |
| 7.     | Love Walks In          | 5:11  |
| 8.     | 5150                   | 5:44  |
| 9.     | Inside                 | 5:02  |

## Obsazení
- Sammy Hagar – zpěv, rytmická kytara
- Eddie Van Halen – sólová kytara, klávesy, doprovodný zpěv
- Michael Anthony – basová kytara, doprovodný zpěv
- Alex Van Halen – bicí, perkuse